# Thorius troglodytes
Thorius troglodytes är en groddjursart som beskrevs av Taylor 1941. Thorius troglodytes ingår i släktet Thorius och familjen lunglösa salamandrar. IUCN kategoriserar arten globalt som starkt hotad. Inga underarter finns listade i Catalogue of Life.